# آهینگا سلیمنی
آهینگا سلیمنی (انگلیسی: Ahinga Selemani؛ زادهٔ ۱۵ مارس ۱۹۹۶) بازیکن فوتبال است.
وی همچنین در تیم ملی فوتبال United States U17 بازی کرده‌است.